# Cemitério Vostryakovo
O Cemitério Vostryakovo (em russo:  Востряковское кладбище) é um cemitério na fronteira sul de Moscou, Rússia.

## Personalidades notáveis
- Yelena Bonner (1923–2011), mulher de Andrei Sakharov[2]
- Sergei Kapustin (1953–1995), jogador de hóquei no gelo
- Gavriil Kachalin (1911–1995), jogador e treinador de futebol
- Wolf Messing (1899–1974), hipnotizador
- Grigory Novak (1919–1980), levantador de peso
- Lev Razgon (1908–1999), escritor
- Alexander Roshal (1936–2007), jornalista de xadrez
- Andrei Sakharov (1921–1989), físico[3]
- Iosif Shklovsky (1916–1985), astrônomo
- Yury Sevidov (1942–2010), jogador e treinador de futebol
- Nikolai Sologubov (1924–1988), jogador de hóquei no gelo
- Ivan Tregubov (1930–1992), jogador de hóquei no gelo
- Dmitry Ukolov (1929–1992), jogador de hóquei no gelo
- Arkadi Vainer (1931–2005), escritor